# Imperial War Museum
Imperial War Museum (pol. Imperialne Muzeum Wojny) – muzeum w Wielkiej Brytanii w Londynie, poświęcone historii wojskowości.
Muzeum zostało założone w roku 1917 dla upamiętnienia poległych w czasie I wojny światowej. Otwarcia w 1920 dokonał król Jerzy V. Początkowo mieściło się w budynku Kryształowego Pałacu, który spłonął w 1936 roku. Siedzibę przeniesiono na Lambeth Road w Southwark do budynku pierwotnie pełniącego funkcję szpitala psychiatrycznego. Kolekcja muzeum była uzupełniana w czasie II wojny światowej i w 1953 wystawiane były eksponaty ze wszystkich zbrojnych konfliktów brytyjskich. Muzeum posiada także dużą kolekcję nagrań wywiadów ze świadkami wojen i Holocaustu.

## Oddziały
- Churchill Museum and Cabinet War Rooms, Londyn
- HMS Belfast (C35), Londyn
- Imperial War Museum Duxford, Cambridge
- Imperial War Museum North, Manchester